# Hanhart

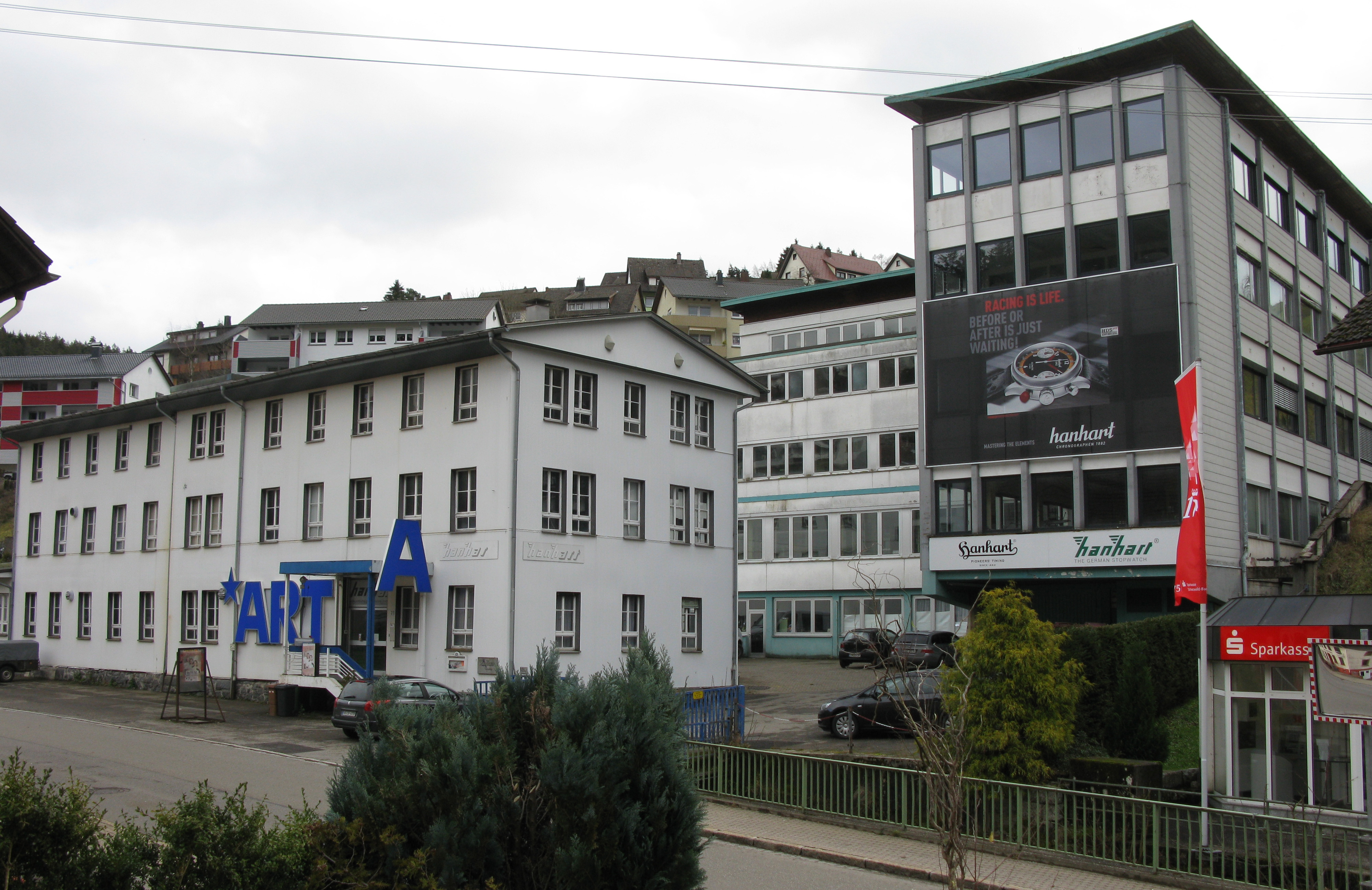
Hanhart a Gütenbach

La Hanhart 1882 GmbH è un'azienda tedesco-svizzera di orologeria, con sede a Gütenbach nella Foresta nera. È nota per i suoi cronografi. 

## Storia
L'azienda è fondata nel 1882 dallo svizzero Johann Adolf Hanhart a Diessenhofen. La sede verrà spostata 20 anni dopo dal fondatore a Schwenningen nella foresta nera tedesca. Il figlio minore Wilhelm Julius Hanhart (* 31 ottobre 1902, † 22 ottobre 1986) nel 1920 a 18 anni entra in azienda. Nel 1924 viene creato il primo cronografo economico del mondo, offerto al fabbricante svizzero Paroli. Negli anni successivi verranno prodotti sia orologi da polso che da tasca.
Nel 1932 Johann Adolf Hanhart muore. Nel giro di pochi anni la società da 30 dipendenti passa a 200. Nel 1938 viene presentato il cronografo Kaliber 40. Nel 1939 verrà dato in dotazione alla Kriegsmarine e alla Luftwaffe. Fino alla fine della guerra verranno anche prodotte spolette a tempo per siluro.
Dopo la guerra dal 1948 la società si trasferì ancora in Svizzera per poi tornare ancora nel Baden-Württemberg. Verranno forniti cronografi alla Bundesmarine, più tardi a tutta la neonata Bundeswehr.

## Prodotti

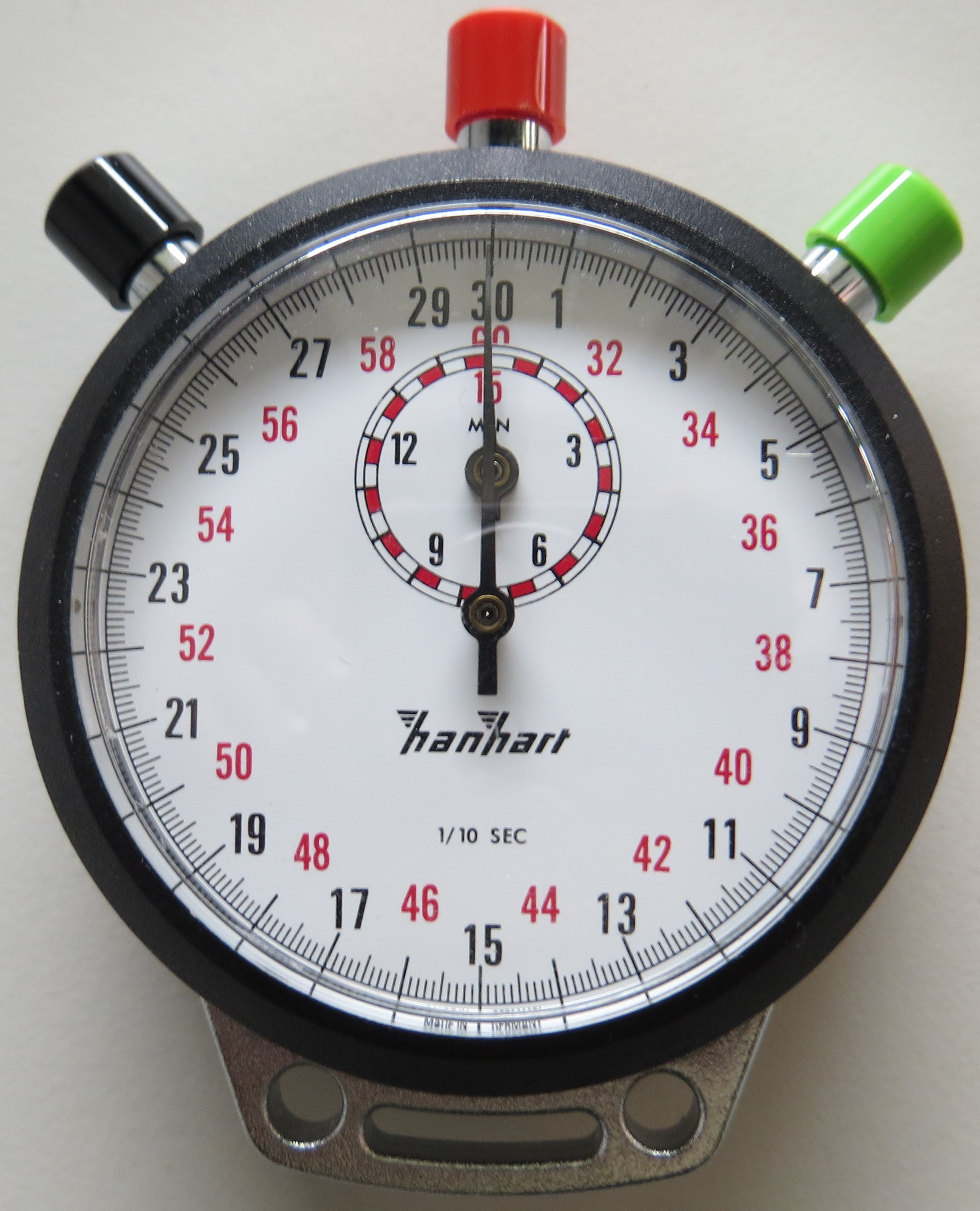
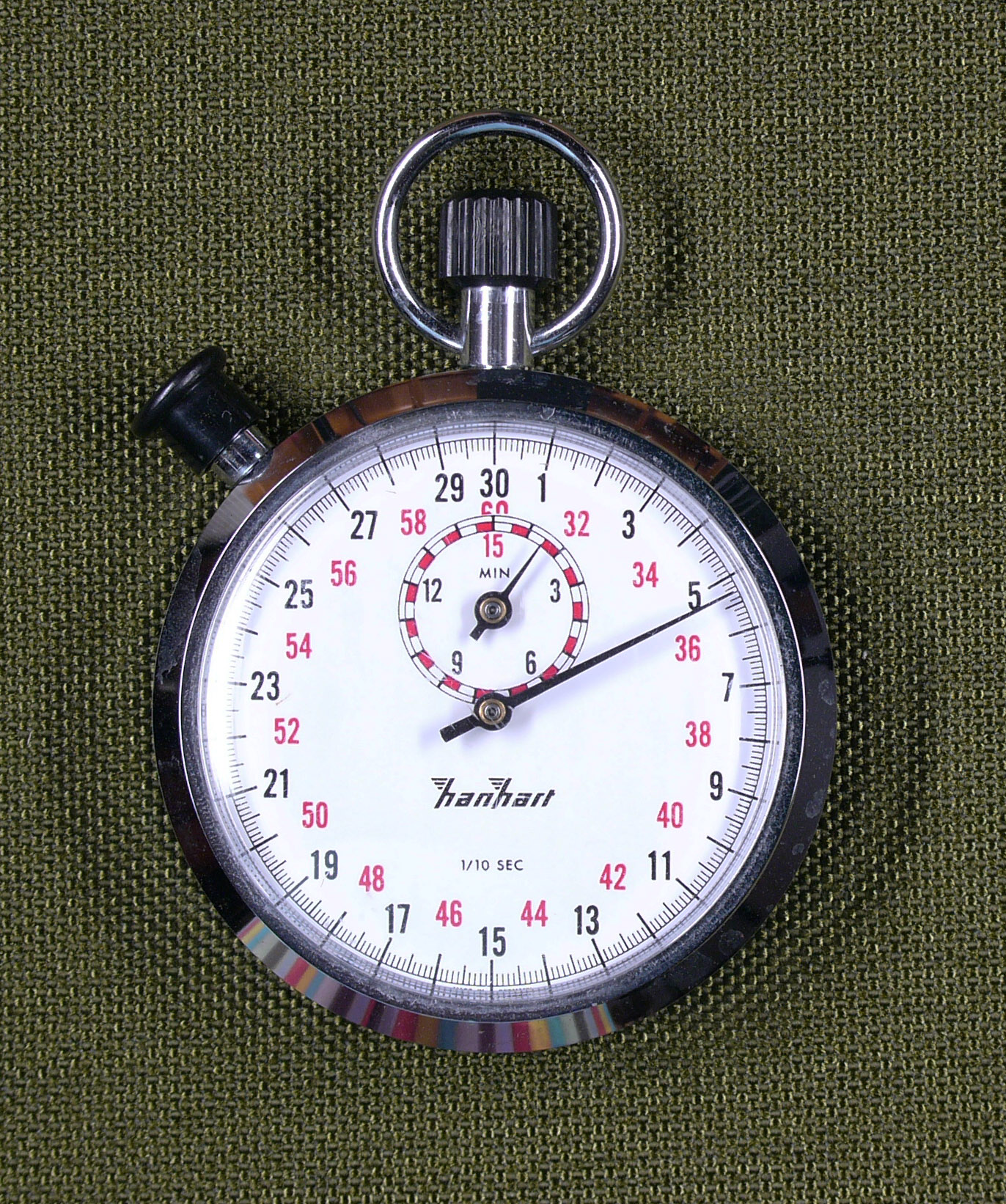
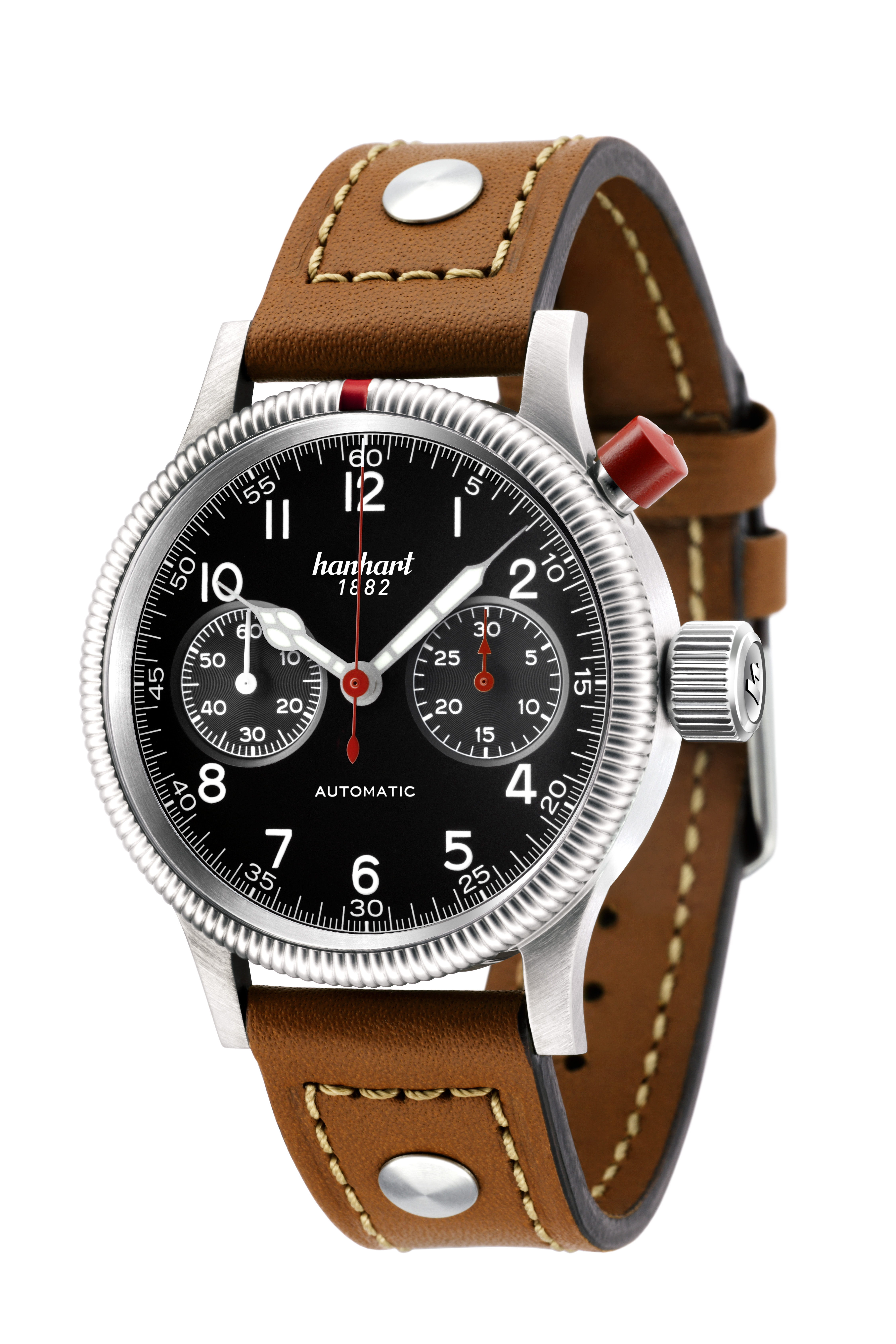